# Kenmerk van d'Alembert
Het Kenmerk van d'Alembert of convergentiekenmerk van d'Alembert is een convergentietest voor reeksen. Alternatieve benamingen zijn het criterium van d'Alembert en verhoudingstest (ratio test in het Engels).

## Formulering
Gegeven een reeks met niet-negatieve termen
{\displaystyle \sum _{1}^{\infty }u_{n}}
waarbij de limiet
{\displaystyle \lim _{n\to \infty }{\frac {u_{n+1}}{u_{n}}}=r}
Dan is de reeks
- Convergent indien {\displaystyle r\ <\ 1}
- Divergent indien {\displaystyle r\ >\ 1}
- Indien {\displaystyle r\ =\ 1} kan geen besluit getrokken worden.

Indien de reeks ook negatieve termen bevat is het kenmerk ook bruikbaar maar dient men de absolute waarde toevoegen in de te berekenen limiet:
{\displaystyle \lim _{n\to \infty }\left|{\frac {u_{n+1}}{u_{n}}}\right|=r}
Dit is bijvoorbeeld nodig bij het berekenen van het convergentie-interval van een machtreeks.

## Bewijs voor reeksen met niet-negatieve termen
- Het geval {\displaystyle r<1}

Stel dat 
{\displaystyle \lim _{n\to \infty }{\frac {u_{n+1}}{u_{n}}}=r<1}
Dit kan anders geformuleerd worden als
{\displaystyle \forall \epsilon >0\ \ \exists N_{o}>0\ :\ n>N_{o}\Rightarrow |{\frac {u_{n+1}}{u_{n}}}\ -\ r|\ <\epsilon }
Dit is equivalent met
{\displaystyle \forall \epsilon >0\ \ \exists N_{o}>0\ :\ n>N_{o}\Rightarrow r-\epsilon <{\frac {u_{n+1}}{u_{n}}}<r+\epsilon }
Kies nu {\displaystyle \epsilon } zodat {\displaystyle r+\epsilon <1} en vervolgens een getal {\displaystyle a} zo dat {\displaystyle r+\epsilon <a<1}
Dan geldt
{\displaystyle \exists N_{o}>0\ :\ n>N_{o}\Rightarrow {\frac {u_{n+1}}{u_{n}}}<a}
Dus, voor voldoende grote {\displaystyle N} geldt
{\displaystyle {\frac {u_{N+1}}{u_{N}}}\ \leq \ a\ \ } en dus {\displaystyle \ \ u_{N+1}\ \leq \ a\cdot u_{N}}
en dus ook
{\displaystyle \ \ u_{N+2}\ \leq \ a\cdot u_{N+1}\ \leq \ a^{2}\cdot u_{N}}
Door dit herhaaldelijk verder toe te passen:
{\displaystyle u_{N+k}\ \leq \ a^{k}\cdot u_{N}\ \ \ \forall k>0}
Omdat het feit of een reeks convergeert of divergeert niet verandert door vooraan de reeks een eindig aantal termen weg te laten kunnen we zonder verlies van algemeenheid {\displaystyle N} gelijk nemen aan 0, zodat 
{\displaystyle u_{k}\ \leq \ a^{k}\cdot u_{0}\ \ \ \forall k>0}
De machten van {\displaystyle a} in de rechterleden in deze ongelijkheid kunnen nu beschouwd worden als de termen van een meetkundige reeks, die convergeert omdat {\displaystyle a<1}. De termen van de onderzoeken reeks zijn systematisch kleiner of gelijk aan deze termen zodat de meetkundige reeks (hier vermenigvuldigd met de van nul verschillende constante {\displaystyle u_{0}}) een convergente majorante reeks is. Volgens de vergelijkingstest is de te onderzoeken dus ook convergent.
- Het geval {\displaystyle r>1}

Dit kan op gelijkaardige manier bewezen worden, nu aan de hand van een meetkundige reeks die divergeert en tevens een divergente minorante reeks van de te onderzoek reeks is. Dit maakt deze laatste ook divergent.
- Het geval {\displaystyle r=1}

Dit wordt bewezen door op te merken dat alle p-reeksen in dit geval terechtkomen, en dit terwijl p-reeksen met p-waarde strikt groter dan 1 convergeren, en p-reeksen met p-waarde kleiner of gelijk aan 1 divergeren.

## Gebruik en voorbeelden
In de praktijk kan het convergentiekenmerk van d'Alembert met succes worden toegepast indien de algemene term {\displaystyle u_{n}} van de reeks een faculteit of een exponentiële factor bevat (voorbeelden 1 en 2 respectievelijk). Indien de algemene term {\displaystyle u_{n}} een breuk is met in de teller en noemer enkel machten van {\displaystyle n} kan het kenmerk geen uitspraak doen (voorbeeld 3).
- Voorbeeld 1 : de algemene term bevat een faculteit

De reeks
{\displaystyle \sum {\frac {n^{2}}{n!}}}
is convergent. Immers, door toepassing van het kenmerk van d'Alembert:
{\displaystyle \lim _{n\to \infty }{\frac {u_{n+1}}{u_{n}}}=\lim _{n\to \infty }{\frac {n^{2}+2n+1}{(n+1)!}}\cdot {\frac {n!}{n^{2}}}=\lim _{n\to \infty }{\frac {1}{n+1}}\cdot {\frac {n^{2}+...}{n^{2}}}=0\cdot 1=0}
Deze limietwaarde is strikt kleiner dan 1 wat de reeks convergent maakt.
- Voorbeeld 2 : de algemene term bevat een exponentiële factor

De reeks
{\displaystyle \sum {\frac {n^{2}}{3^{n}}}}
is convergent. Immers, door toepassing van het kenmerk van d'Alembert:
{\displaystyle \lim _{n\to \infty }{\frac {u_{n+1}}{u_{n}}}=\lim _{n\to \infty }{\frac {n^{2}+2n+1}{3^{n+1}}}\cdot {\frac {3^{n}}{n^{2}}}=\lim _{n\to \infty }{\frac {1}{3}}\cdot {\frac {n^{2}+...}{n^{2}}}={\frac {1}{3}}\cdot 1={\frac {1}{3}}}
Deze limietwaarde is strikt kleiner dan 1 wat de reeks convergent maakt.
- Voorbeeld 3 : de algemene term bevat in teller en noemer enkel machten van {\displaystyle n}

Beschouw de reeks
{\displaystyle \sum {\frac {n^{1/2}}{n^{2}+1}}}
Toepassing van het kenmerk van d'Alembert:
{\displaystyle \lim _{n\to \infty }{\frac {u_{n+1}}{u_{n}}}=\lim _{n\to \infty }{\frac {(n+1)^{1/2}}{n^{2}+2n+2}}\cdot {\frac {n^{2}+1}{n^{1/2}}}=1}
Deze limiet wordt bekomen op basis van de hoogste machten van {\displaystyle n} in teller in noemer die hier gelijk zijn, en gelijke coëfficiënten hebben.
Er kan dus geen besluit genomen worden aangaande convergentie of divergentie.

## Uitbreidingen
Voor gevallen waarbij het kenmerk van d'Alembert geen besluit oplevert (omdat de limiet gelijk aan 1 is) bestaan er uitbreidingen die ook gebaseerd zijn op de verhouding van twee opeenvolgende termen. Deze zijn van toepassing op reeksen met niet-negatieve termen of reeksen met een eindig aantal negatieve termen. In dit laatste geval kan een convergentietest toch worden toegepast na weglating van de eerste term tot en met de laatste negatieve term. Dit verandert niets aan de vraag of de reeks al dan niet convergeert maar zal bij convergentie wel de totale reekssom beïnvloeden. 
Twee dergelijke uitbreidingen zijn:

### Kenmerk van Raabe
Stel dat de volgende limiet bestaat:
{\displaystyle \lim _{n\to \infty }n\cdot \left({\frac {u_{n}}{u_{n+1}}}-1\right)}
Dan is de reeks convergent indien de limiet groter dan 1 is en divergent indien de limiet kleiner dan 1 is. Indien de limiet gelijk aan 1 is kan er geen besluit getrokken worden. 

### Kenmerk vanBertrand
Stel dat de volgende limiet bestaat:
{\displaystyle \lim _{n\to \infty }n\cdot ln(n)\cdot \left({\frac {u_{n}}{u_{n+1}}}-1\right)-ln(n)}
Dan is de reeks convergent indien de limiet groter dan 1 is en divergent indien de limiet kleiner dan 1 is. Indien de limiet gelijk aan 1 is kan er geen besluit getrokken worden.

### Voorbeeld voor het kenmerk van Raabe
De convergentie van een p-reeks kan niet met het kenmerk van d'Alembert nagegaan worden maar wel het kenmerk van Raabe behalve indien {\displaystyle p=1}:
{\displaystyle \lim _{n\to \infty }n\cdot \left({\frac {(n+1)^{p}}{n^{p}}}-1\right)=\lim _{n\to \infty }{\frac {n}{n^{p}}}\cdot \left((n+1)^{p}-n^{p}\right)=\lim _{n\to \infty }{\frac {n}{n^{p}}}\cdot \left(n^{p}+p\cdot n^{p-1}+...-n^{p}\right)=\lim _{n\to \infty }{\frac {p\cdot n^{p}}{n^{p}}}=p}
en bijgevolg is de p-reeks convergent voor {\displaystyle p>1} en divergent voor {\displaystyle p<1}.
De uitdrukking in derde limiet in de vorige formule is bekomen met het Binomium van Newton.
Bij dit voorbeeld dient te worden opgemerkt dat andere testen, de condensatietest of de integraaltest geschikter zijn omdat deze ook het geval {\displaystyle p=1} kunnen oplossen.